# Vöröshátú hangyászgébics
A vöröshátú hangyászgébics (Thamnophilus palliatus) a madarak osztályának verébalakúak (Passeriformes) rendjébe és a hangyászmadárfélék (Thamnophilidae) családjába tartozó faj.

## Rendszerezése
A fajt Martin Hinrich Carl Lichtenstein német zoológus írta le 1823-ban, a gébicsfélék (Laniidae) családjába tartozó  Lanius nembe Lanius palliatus néven.

## Alfajai
- Thamnophilus palliatus palliatus (Lichtenstein, 1823)
- Thamnophilus palliatus puncticeps P. L. Sclater, 1890
- Thamnophilus palliatus similis Zimmer, 1933[2]

## Előfordulása
Dél-Amerikában, Bolívia, Brazília és Peru területén honos. Természetes élőhelyei a szubtrópusi vagy trópusi síkvidéki és hegyi esőerdők, valamint ültetvények, vidéki kertek és városi környezet. Állandó, nem vonuló faj.

## Megjelenése
Testhossza 17 centiméter, testtömeg 26–28 gramm. Vaskos csőre és erős lábai vannak. Háta és farka vörösesbarna, feje, nyaka, melle és hasi része sötét, fehér csíkos mintázattal.

## Életmódja
Elsősorban rovarokkal táplálkozik.

## Természetvédelmi helyzete
Az elterjedési területe rendkívül nagy, egyedszáma pedig stabil. A Természetvédelmi Világszövetség Vörös listáján nem fenyegetett fajként szerepel.